# ICC Future Tours Programm
Das ICC Future Tours Programm (oder kurz FTP) ist der vom International Cricket Council (ICC) vereinbarte Rahmenplan von internationalen Cricket-Touren zwischen den Vollmitglieder des Weltverbandes. Dieser ist so strukturiert, dass jedes Team über einen Zeitraum von fünf Jahren jeweils einmal daheim und einmal auswärts gegen jedes andere spielt. Zusätzlich enthält es die Festlegungen der internationalen Turniere des Weltverbandes.
Den Cricketboards zweier einzelner Länder bleibt es überlassen sich darüber zu einigen, weitere Touren gegeneinander auszutragen. Wenn ein Team aus Sicherheitsgründen aus einer bilateralen Serie nicht in ein vorgesehenes Land reisen möchte, kann diese Serie im gegenseitigen Einvernehmen der jeweiligen Boards an einen neutralen Ort verlegt werden. Dies wurde vornehmlich durch die pakistanische Cricket-Nationalmannschaft genutzt, die viele Serien nach dem Angriff auf das Cricketteam Sri Lankas in Lahore im Jahr 2009 in den Vereinigten Arabischen Emiraten austragen musste. Auch Afghanistan trägt derzeit seine Heimspiele in Indien aus.

## ICC Ten Year Plan (2001–2010)
Der erste Rahmenplan wurde 2001 als ICC Ten Year Plan eingeführt. Dieser sollte sicherstellen, dass innerhalb von fünf Jahren jedes Team auswärts und daheim gegen jedes andere eine Tour bestritt. In diesem Rahmen wurde auch die ICC Test Championship beschlossen, die ab 2003 eine Weltrangliste der Test-Nationen darstellte. Notwendig wurde dieses nachdem Bangladesch als zehnte Test-Nation aufgenommen worden war und  verhindert werden sollte, dass die großen Test-Nationen nur noch lukrativere Touren untereinander austrugen.

## Erstes ICC Future Tour Programme (2012–2020)
Im Juni 2011 konnten sich die Vollmitglieder des ICC auf einen neuen zehn Jahresplan einigen. Einige Neuerungen waren, dass ein zweiwöchiges Fenster im September für Champions League Twenty20 freigehalten wurde und ein weiteres inoffizielles Fenster im April und Mai für die Indian Premier League vorgesehen wurde. Allerdings waren nur wenige Twenty20-Spiele vorgesehen, da der Weltverband versuchte Test- und ODI-Cricket zu schützen. Das FTP wurde mehrfach an die neuen Realitäten angepasst.

## ICC Programm für zukünftige Touren (2018–2023)
Am 20. Juni 2018 kündigte das ICC ein neues FTP an, das von 2018 bis 2023 laufen soll. Diese Ausgabe war notwendig geworden, da der ICC die ICC World Test Championship 2019–2021 und 2021-2023 vorgesehen hatte, bei der die neun besten Testteams gegeneinander antreten. Auch wurde mit der ICC Cricket World Cup Super League 2020–2023 einer ODI-Meisterschaft mit 13 Teams eingeführt. Gemäß dem neuen FTP soll die bisher geplante Champions Trophy 2021 durch eine ICC T20 World Cup 2021 in Indien ersetzt werden. Damit war die ICC Champions Trophy 2017 in England die letzte Ausgabe des zweitwichtigsten ODI-Turniers gewesen und so werden zwei ICC Men’s T20 World Cups innerhalb von zwei Jahren ausgetragen. Darüber hinaus hat der ICC allen 105 Mitgliedern den Twenty20-Status gewährt.